# 勒瓦雷
勒瓦雷（法語：Levaré，法語發音：[ləvaʁe]）是法国马耶讷省的一个市镇，属于马耶讷区。

## 地理
勒瓦雷（48°25'4"N, 0°54'50"W）面积11.53 平方千米，位于法国卢瓦尔河地区大区马耶讷省，该省份为法国西北部内陆省份，北起芒什省和奧恩省，西接伊勒-维莱讷省，南至曼恩-卢瓦尔省，东临萨尔特省。
与勒瓦雷接壤的市镇（或旧市镇、城区）包括：代塞尔蒂讷、卡雷勒、科隆比耶迪普莱西、拉多雷、埃尔塞、圣贝特万-拉塔尼耶尔、维约维。

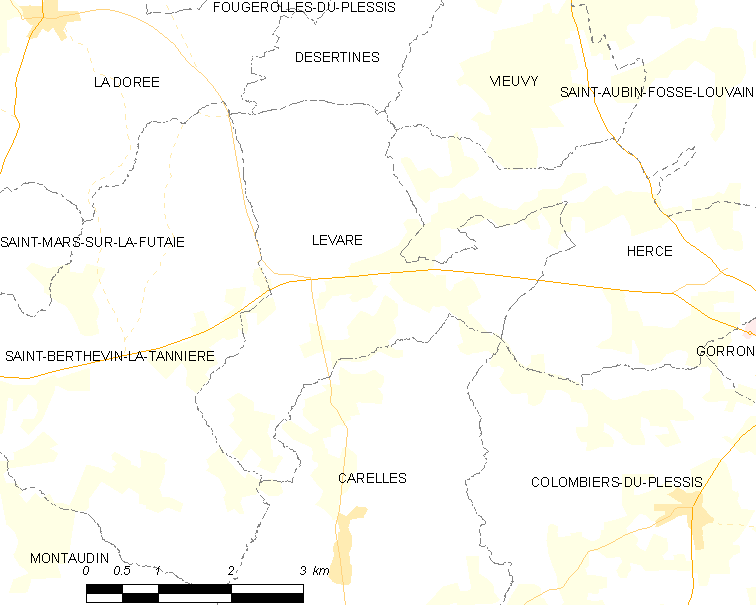
勒瓦雷的OSM定位图

勒瓦雷的时区为UTC+01:00、UTC+02:00（夏令时）。

## 行政
勒瓦雷的邮政编码为53120，INSEE市镇编码为53132。

## 政治
勒瓦雷所属的省级选区为戈龙县。

## 人口

1962-2008年间勒瓦雷人口变化图示

勒瓦雷于2022年1月1日时的人口数量为274人。